# أبرشية صور الكاثوليكية المارونية
أبرشية صور المارونية الكاثوليكية (باللاتينية: Archeparchia Tyrensis Maronitarum) هي أبرشية كنيسة مارونية تخضع مباشرة لبطريرك أنطاكية الماروني، في عام 2014 كان هناك 42500 تعميد يحكمها حاليًا شربل عبد الله.

## الإقليم والإحصاءات
يمتد اختصاص الأبرشيّة على المؤمنين المارونيين في جنوب لبنان، مقعدها الأثري هو مدينة صور، تنقسم أراضي الأبرشية إلى 22 أبرشية وفي عام 2014 كان هناك 42500 كاثوليكي ماروني.

## التاريخ

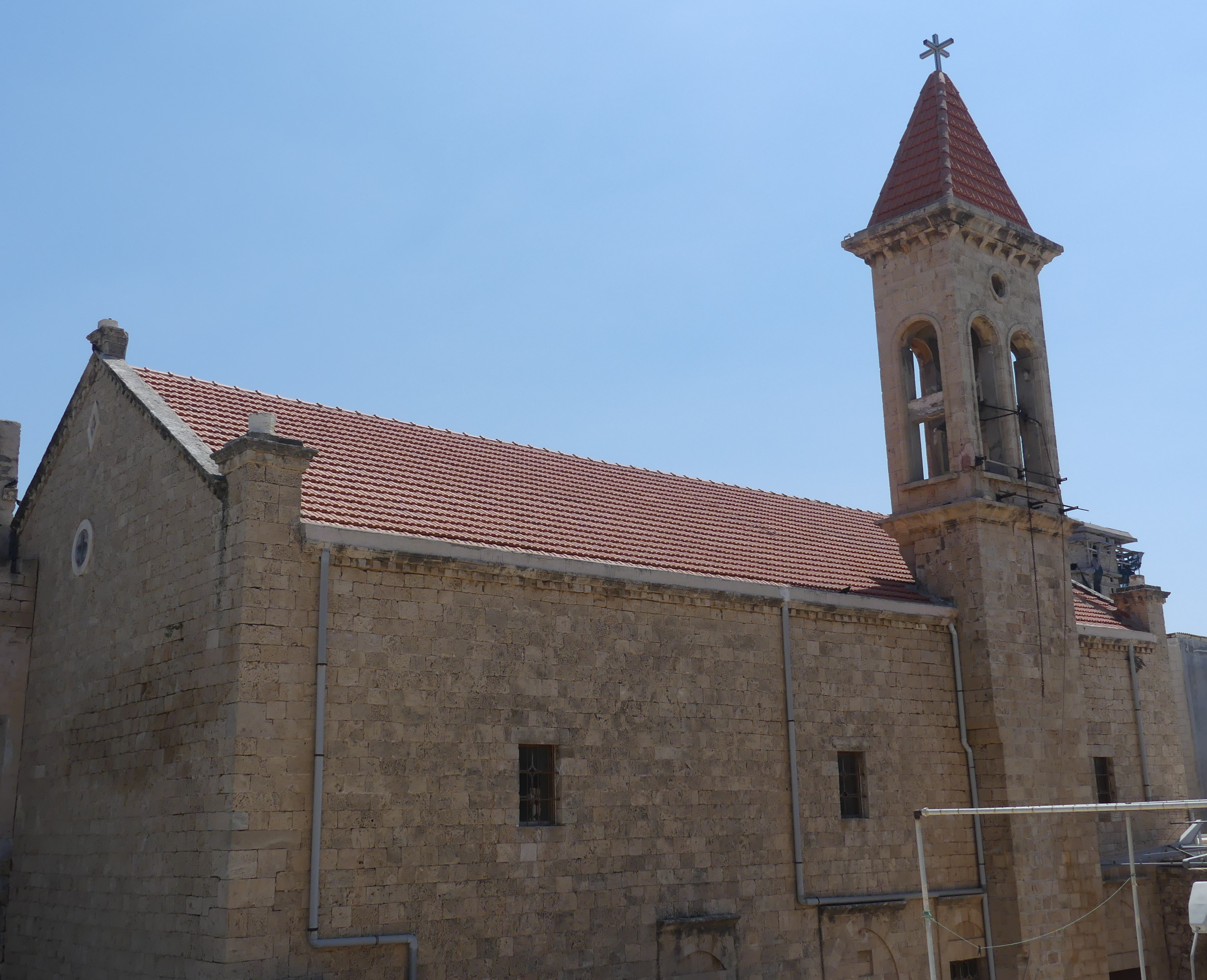
الكاتدرائية المارونية الكاثوليكية "سيدة البحار" في جنوب لبنان، حيث بنيت عام 1850، الصورة توضح المنظر الجنوبي

تعود أبرشية صور إلى جانب أبرشية صيدا إلى فجر الكنيسة المارونية (القرن الخامس). أسس مجمع جبل لبنان أبرشية صور وصيدا في عام 1736 بشكل قانوني، حيث كانت مقرًا لبطريركهما من 1819 إلى 1837. في عام 1838 أصبحت صور أبرشي منفصل.

## رؤساء أساقفة الأبرشية
- اغناطيوس، (قبل 1736 - بعد 1746 [3])

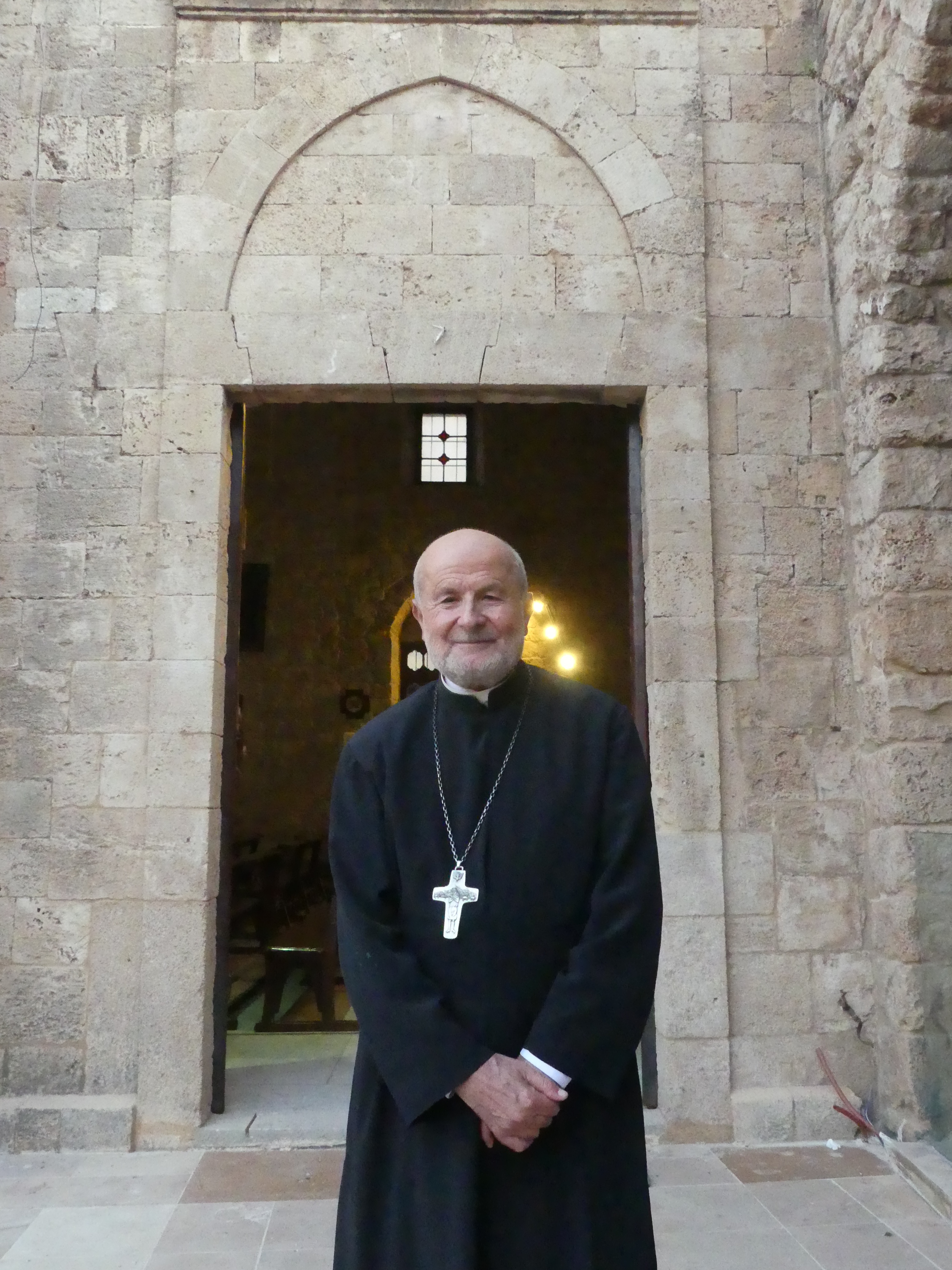
المطران الحاج امام الكاتدرائية 2019

- المطران الحاج امام الكاتدرائية 2019مايكل فاضل، (1762 - في عام 1786 أكدت أبرشية بيروت)
- سيمون زيفين (المشار إليه في 25 مايو 1823)، (النائب البطريركي صور) [4]
- عبد الله بستاني (البوستاري)، (15 أغسطس 1819 - 1837 أو 1838) (النائب البطريركي مع لقب صيدا)
- عبد الله بستاني (البوستاري)، (1837 أو 1838 - 1866 توفي)
- بيير بستاني (5 أكتوبر 1866 - 15 نوفمبر 1899 توفي)
- بول بصبص، (25 سبتمبر 1900 المكرسة -؟)
- شكر الله خوري، الامتيازات (31 يناير 1906 - 11 فبراير 1934 المتوفى)
- بول بيتر ميوشي، (19 أبريل 1934 - 25 مايو 1955 انتخب بطريرك أنطاكية)
- مايكل دوميث، (21 أبريل 1956 - 11 ديسمبر 1959 عين أسقف صربا)
- جوزيف خوري، (11 ديسمبر 1959 - 1965)

## الأساقفة
- جوزيف خوري (1965 - 5 فبراير 1992 متوفى)
- مارون خوري صادر، (1 يونيو 1992 - 25 سبتمبر 2003)
- شكرالله نبيل الحاج، (25 سبتمبر 2003 - 2020)
- شربل عبد الله (2020 - الي الآن)

## روابط خارجية
- http://www.catholic-hierarchy.org/diocese/dtyma.html
- http://www.gcatholic.org/dioceses/diocese/tyrz1.htm
- https://books.google.fr/books?id=GyoVNaDqtY8C&pg=PA76&dq=Actes+et+histoire+du+concile+oecum%C3%A9nique+de+Rome+archeveque+de+tyr+et+de+sidon&hl=en&sa=X&ved=0ahUKEwi7gLbHnu3KAhVJtBoKHZ42AsMQ6AEIHTAA#v=onepage&q=Actes%20et%20histoire%20du%20concile%20oecum%C3%A9nique%20de%20Rome%20archeveque%20de%20tyr%20et%20de%20sidon&f=false
- https://books.google.fr/books?id=MYrULCb95m4C&pg=PA39&dq=Les+P%C3%A8res+du+concile+du+Vatican+pierre+bostani&hl=en&sa=X&ved=0ahUKEwiqi7eul-3KAhUGWRoKHbKnDVQQ6AEIHDAA#v=onepage&q=Les%20P%C3%A8res%20du%20concile%20du%20Vatican%20pierre%20bostani&f=false